# Dating Amber
Dating Amber (първоначално заглавие: Beards) е ирландска комедийна драма от Дейвид Френ.
Филмът представя двама тийнейджъри от Ирландия през 90-те години на XX век, които решават да започнат фалшива връзка.
Филмът е пуснат за първи път в Prime Video UK на 4 юни 2020, с премиера по-късно същата година.

## Актьорски състав
- Фион О'Шеа – Еди
- Лола Петикрю – Амбър
- Шарън Хорган – Хана
- Бари Уорд – Иън
- Симон Кирби – Джил
- Евън О'Конър – Джак
- Иън О'Райли – Кев
- Ема Уилис – Трейси
- Анастасия Блейк – Джанет
- Лорин Кани – Сара
- Шон Дюн – Сиан
- Адам Каролан – Джеф
- Питър Кемпион – Суини
- Ариан Ник – Адам